# Adriana Kostiw
Adriana Kostiw (São Paulo, 16 de março de 1974) é uma ex-velejadora brasileira. Representou o Brasil em duas edições de Jogos Olímpicos.

## Biografia
Ganhou uma prancha pelo qual aprendeu a remar aos sete anos. Aos nove, aprendeu a praticar windsurf com o pai. Já aos 15, ganhou o seu primeiro campeonato paulista. Chegou a participar da eliminatória para os Jogos Olímpicos de Verão de 1992, mas ficou em terceiro lugar.
Ficou afastada do esporte por causa da falta de recursos para competir em alto nível, tendo estudado fotografia e moda. Após voltar a competir, já aparecia na seleção permanente de vela em 1998, na classe 470. Começou a buscar a vaga para os Jogos Olímpicos de Verão de 2004 ao formar dupla com Fernanda Oliveira. Terminou a disputa em Atenas na 17ª posição.
Depois da primeira participação olímpica, passou a competir na classe Laser Radial. Disputou os Jogos Pan-Americanos de 2007, no Rio de Janeiro, levando a medalha de bronze. Não competiu nos Jogos Olímpicos de Verão de 2008, em Pequim, devido a uma lesão no tornozelo.
Participou nos Jogos Pan-americanos de 2011, em Guadalajara, no México. Ficou na 11ª posição, estando de fora da medal race na Laser Radial.
Competiu nos Jogos Olímpicos de Verão de 2012, em Londres, terminando a disputa na 25ª colocação. Encerrou a carreira no ano de 2015.